# Tűzoltóemlékmű (Havanna)
A havannai Tűzoltóemlékmű (Monumento a los Bomberos) a Kolumbusz Kristóf-temetőben (Cemeterio Cristobal Colon) áll.

## Története
Az emlékmű, amely mauzóleum is egyben, 28 kubai tűzoltó nyughelye, akik 1890-ben munka közben haltak meg. A tízméteres emlékmű a sírkert legmagasabb ilyen jellegű építménye. Alkotója Augustín Querol Subirats spanyol szobrász, akinek két művét is őrzi a madridi Prado. A mauzóleum talapzatán egy magas oszlop áll, amelynek tetején egy angyal karjaiban tart egy halott tűzoltót. A talapzaton két gyászoló női figura, valamint a halott tűzoltók arcképei láthatók.

## A tűzeset
1890. május 17-én kigyulladt az Isasi család fémáruboltja a Calle Mercaderes és a Calle Lamparilla sarkán, Havanna óvárosában. A helyszínre két rivális tűzoltócsapat érkezett, amely versengeni kezdett a tűzoltásban. A helyszínen hatalmas tömeg gyűlt össze, a környékbeliek a vízforrásokból az általuk támogatott tűzoltók munkáját segítették, többen jegyzetelték, melyik csoport hány tüzet fojtott el. A tűz gyorsan terjedt, majd az épületet robbanások rázták meg, és összeomlott, maga alá temetve sok tűzoltót.
Az életben maradt tűzoltók, a rendőrök, a hadsereg és a tengerészgyalogság katonái puszta kézzel ásták ki a holttesteket a romok közül, nehogy az ásókkal, lapátokkal megsértsék azokat. A katasztrófa utáni nyomozás megállapította, hogy Juan Isasi, a vállalkozás feje dinamitot és puskaport tárolt az épületben, amelyet nem jelentett be, elkerülve így az adózást. A tűzoltók erről nem tudtak, amikor bementek a lángoló raktárba, ahol mintegy húszezer peso értékű áru semmisült meg; ennek ellenértékét még aznap kifizette a biztosító az Isasi családnak.
A tűzoltók temetésének napjára nemzeti gyászt rendeltek el, az üzletek nem nyitottak ki, a halottakat nagy tömeg kísérte utolsó útjára a Kolumbusz-temetőbe.